# Come dentro un film
Come dentro un film è il secondo album  del cantautore italiano Luca Barbarossa, pubblicato nel 1987.

## Il disco
Dopo la partecipazione al Festival di Sanremo 1987 con la canzone Come dentro un film, la CBS decide di pubblicare il secondo disco di Barbarossa, che in realtà era pronto da tempo: l'uscita era stata rimandata in vista di Sanremo, tant'è che il numero di catalogo, 450210 1, è inferiore a quello di dischi pubblicati alcuni mesi prima (ad esempio Assolo di Claudio Baglioni, pubblicato ad ottobre del 1986, ha come numerazione 450364 1).
Oltre alla title track, sono già conosciute Via Margutta, presentata a Sanremo l'anno precedente, e Buonanotte, lato B di Come dentro un film. Il brano scelto per promuovere l'album fu Roberto, un delicato ritratto di un adolescente timido.
Il disco viene registrato nello Studio Libero di Roma, di proprietà di Antonio Coggio, che è anche il tecnico del suono, oltre che il produttore e l'arrangiatore (tranne che per Intanto la radio e Amore come stai, arrangiate da Maurizio Tirelli).
La copertina del disco raffigura al centro una fotografia di Barbarossa, su sfondo nero, mentre all'interno la camicia contiene un disegno di Carlo Frisardi.

## Tracce
LATO A
1. Alba - 1:16
2. Roberto - 4:03
3. Finalmente un amore - 4:34
4. Intanto la radio - 4:53
5. Buonanotte - 4:07

LATO B
1. Come dentro un film - 4:02
2. Amore come stai - 3:51
3. Smetterà di piovere - 5:15
4. Via Margutta - 3:55
5. Tramonto - 1:22

## Musicisti
- Luca Barbarossa: voce, chitarra
- Massimo Buzzi: batteria
- Walter Martino: batteria
- Alessandro Coggio: percussioni
- Stefano Senesi: pianoforte
- Antonio Coggio: tastiera
- Maurizio Tirelli: tastiera, arrangiamento orchestra d'archi (in Via Margutta)
- Luciano Ciccaglioni: chitarra
- Maurizio Giammarco: sax
- Alice Costanzo: voce solista (in Smetterà di piovere)